# Glen Ewen
Glen Ewen es un pueblo canadiense situado en la provincia de Saskatchewan.

## Superficie
Glen Ewen tiene una superficie de 2,59 km².

## Demografía
En 2021, tenía 159 habitantes, una densidad poblacional de 61,4 hab./km², y 70 viviendas.